# Lichenodentix
Lichenodentix is een geslacht van rechtvleugeligen uit de familie sabelsprinkhanen (Tettigoniidae). De wetenschappelijke naam van dit geslacht is voor het eerst geldig gepubliceerd in 2011 door Cadena-Castañeda.

## Soorten
Het geslacht Lichenodentix  is monotypisch en omvat slechts de volgende soort:
- Lichenodentix dentatithorax (Piza, 1951)